# Christian David Nisle
Christian David Nisle (* 16. Oktober 1772 in Ludwigsburg; † etwa 1839) war ein deutscher Hornist.

## Leben
Christian David Nisle stammte aus einer Musikerfamilie. Er wurde als Sohn des Hornisten Johannes Nisle (1735–1788) und dessen Ehefrau Juliane Margarethe (Juliana Margaretha) geb. Kauffmann (1741–1822) in Ludwigsburg geboren. Sein älterer Bruder Johann Wilhelm Friedrich (1780–1873) war gleichfalls Hornist, sein jüngerer Bruder Johann Martin Friedrich (1780–1873) machte als reisender Hornvirtuose und einfallsreicher Komponist in ganz Europa auf sich aufmerksam.
Wie seine Brüder kam Christian David früh zur Musik; wie diese wurde er vom Vater auf dem Waldhorn unterrichtet, der ihn bereits als Knaben mit auf seine Konzertreisen nahm. Als Heranwachsender war er bereits ein fähiger Musiker, der zusammen mit Vater und dem älteren Bruder auch solistisch auftrat. Vor der Jahrhundertwende war er zwei Jahre lang als Hofmusiker am Berleburger Hof angestellt, bevor er wieder Konzertreisen unternahm und mal allein, mal zusammen mit seinen Brüdern konzertierte.
1805/06 reiste Christian David zusammen mit Johann Martin Friedrich nach Dresden, Prag und Wien. Gefördert durch Fürst Esterházy hielten sich die Brüder von 1806 bis 1809 in Wien, im Burgenland und vor allem in Ungarn auf. 1809 reisten sie dann über Triest nach Italien. Etwa 1810 trafen sie in Catania auf Sizilien ein, wo sich der Lebensweg von Christian David verlor: „Von diesem Zeitpunkt an verschwindet alle Spur von David; wahrscheinlich blieb er irgendwo in Italien.“